# Cynomya
Cynomya là một chi ruồi trong họ Calliphoridae.